# 大官亭镇
大官亭镇，是中华人民共和国河北省衡水市饶阳县下辖的一个乡镇级行政单位。

## 行政区划
大官亭镇下辖以下地区：
大官亭村、小官亭村、段庄村、西刘庄村、东刘庄村、徐庄村、后铺村、前铺村、万里村、西迁民村、大何庄村、范娄李村、姚庄村、邢岗村、李岗村、安岗村、王岗村、孟岗村、寺岗村、孔店村、东歧河村、西歧河村、北歧河村、东张岗村、西张岗村、河头村、套里村和高口村。